# Hansen, Schou & Weller

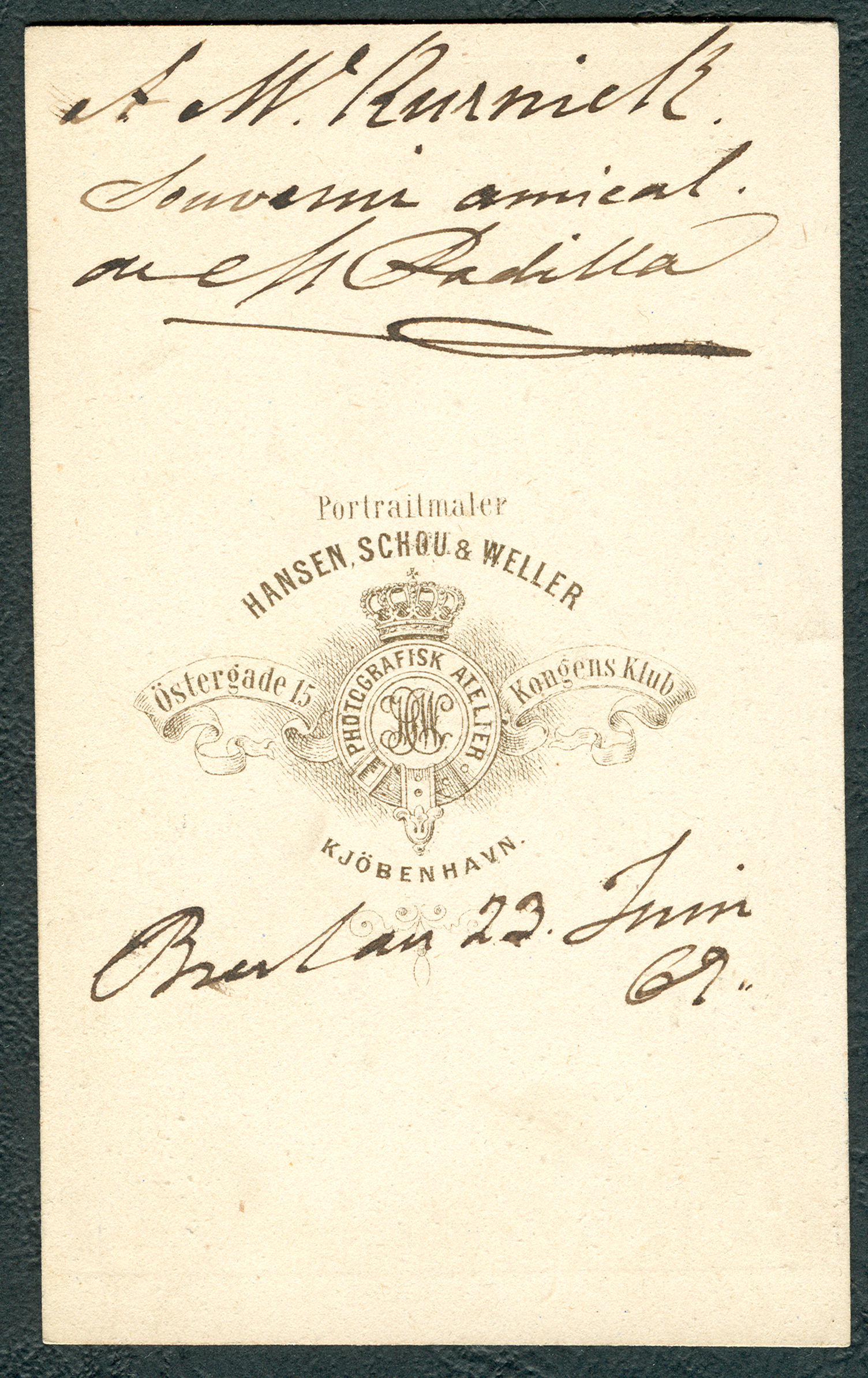
Dorso de una foto realizada por Hansen, Schou & Weller.

Hansen, Schou & Weller fue un estudio fotográfico de Copenhague, fundado en 1867 por los hermanos Georg y Niels Christian Hansen y los empresarios Albert Schou y Clemens Weller. Se dedicó a hacer retratos, sobre todo para la familia real danesa y otras familias reales de Reino Unido, Rusia o Francia.

## Historia
Georg Emil Hansen, su hermano Niels Christian Hansen (pintor de retratos) y el teniente Albert Schou fundaron el estudio de fotografía el 1 de diciembre de 1867. Lo llamaron en un principio "Hansen & Schou". En 1869, el alemán Clemens Weller se unió a la firma. De oficio era encuadernador, pero había aprendido fotografía con Georg Hansen. En ese momento la compañía pasó a llamarse "Hansen, Schou & Weller".
El 14 de abril de 1869, la empresa fue nombrada oficialmente proveedora de la Casa real. En 1872, participaron en la Exposición Industrial y Artística Nórdica de Copenhague. En años posteriores, fueron conocidos como "Hansen & Weller". En 1885, el estudio se trasladó al Palacio Berckentin. Incluso, más adelante Weller se convirtió en el único propietario del estudio. En este tiempo, se especializó en retratos de celebridades y de la aristocracia. Con su muerte, en 1900, dejó aproximadamente 360.000 placas fotográficas cuidadosamente preservadas. Muchas de las placas están ahora en la Biblioteca Real danesa. Muchos más se encuentran en los archivos de la ETH Zürich, la Colección Real y la National Portrait Gallery (Londres).

## Fotos de Hansen, Schou & Weller

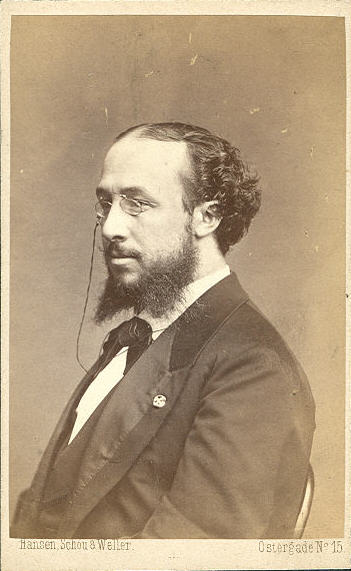
El barítono español Mariano Padilla
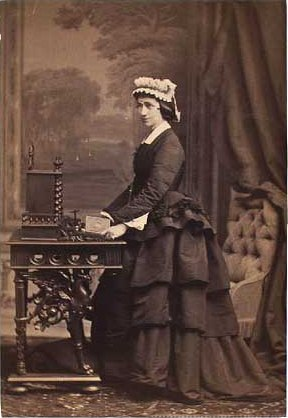
La actriz Johanne Luise Heiberg

## Fotos de Hansen & Weller

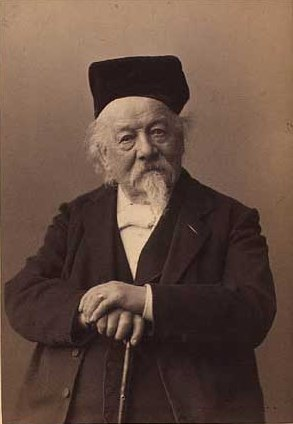
El pintor Frederik Christian Kiærskou
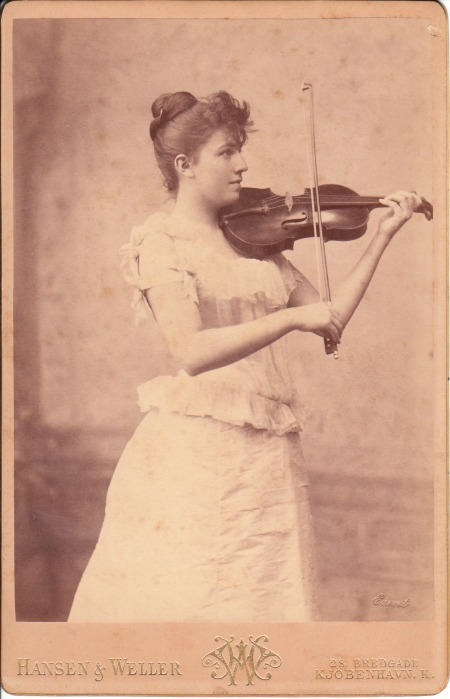
Una violinista no identificada
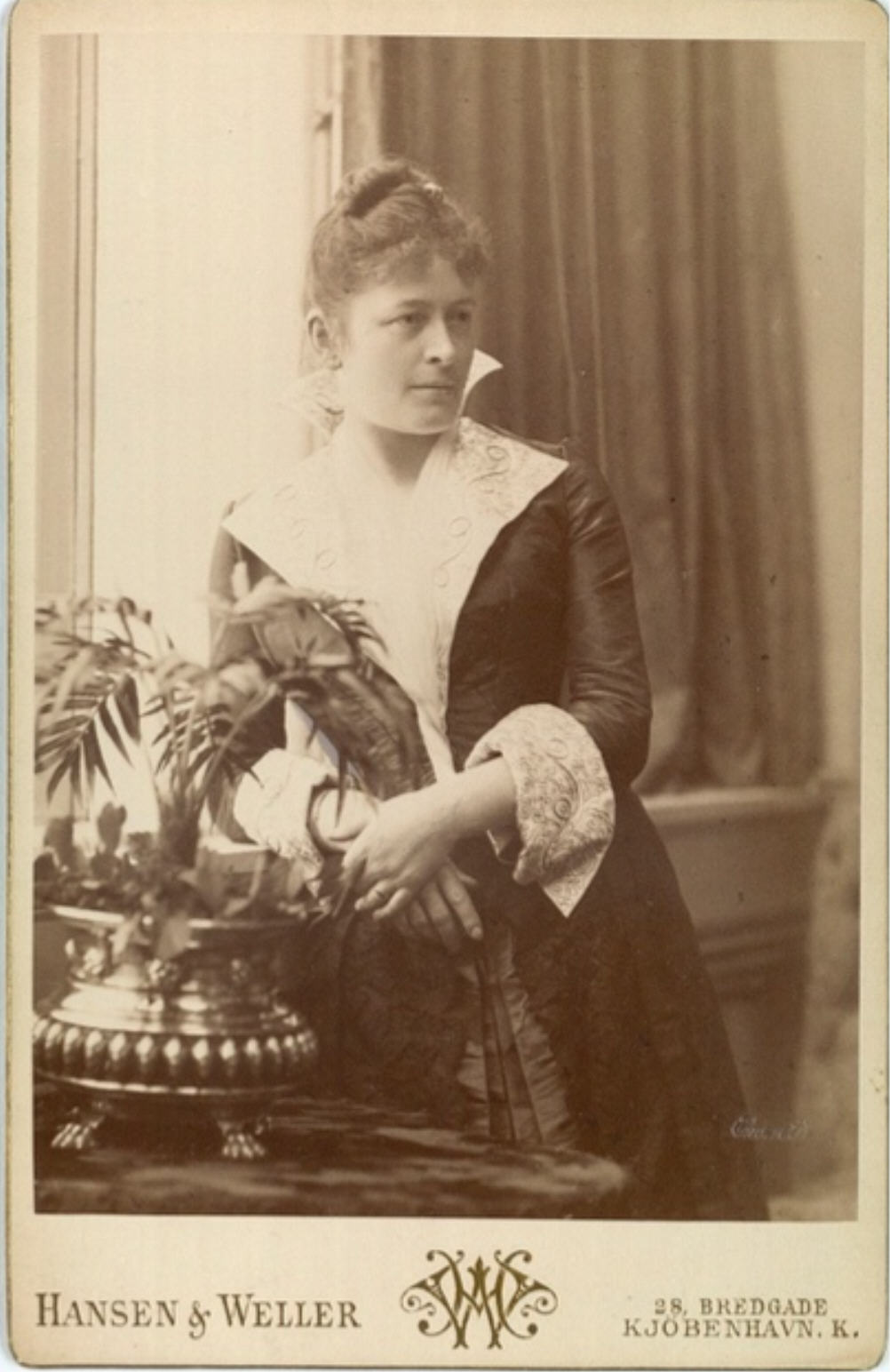
La pintora Bertha Wegmann
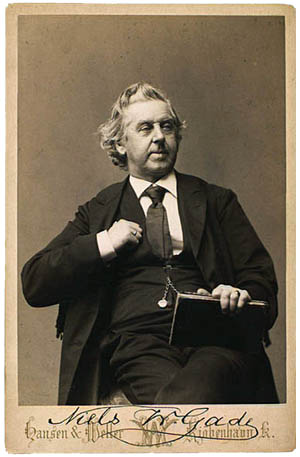
El compositor Niels Wilhelm Gade